# Tokkekøb Hegn
Tokkekøb Hegn är en skog i Danmark. Den ligger i Region Hovedstaden, i den östra delen av landet. Tokkekøb Hegn ligger på ön Sjælland. Vid skogen ligger Lillerød och Blovstrød.